# Jim White
Michael Davis Pratt, lepiej znany jako Jim White (ur. 10 marca 1957 r. w Kalifornii) – amerykański piosenkarz i autor tekstów piosenek, nagrywający w gatunku country alternatywne.

## Dyskografia
- Wrong-Eyed Jesus (Mysterious Tale of How I Shouted) (1997)
- No Such Place (2001)
- Drill a Hole in That Substrate and Tell Me What You See (2004)
- Music from Searching for the Wrong-Eyed Jesus (2005)
- Transnormal Skiperoo (2007)
- A Funny Little Cross to Bear (EP) (2008)
- Where It Hits You (2012)